# Télescope géant Magellan
Pour les articles homonymes, voir Magellan et GMT (homonymie).
Cet article concerne le télescope géant de 24,5 mètres de diamètre. Pour les deux télescopes de 6,5 mètres, voir Télescopes Magellan.
Le télescope géant Magellan (en anglais Giant Magellan Telescope, en abrégé GMT) est un projet de télescope terrestre dont la mise en service est, en 2023, prévue en 2029. Cependant à ce jour (2025) il n'y a plus de date prévue pour la première lumière
. Le miroir primaire sera constitué de sept miroirs de 8,4 m de diamètre,
avec la résolution spatiale d'un miroir primaire unique de 24,5 m de diamètre et une surface collectrice équivalente à celle d'un miroir de 21,4 m, ce qui en fait un des trois télescopes extrêmement grands. Ce télescope a une surface collectrice quatre fois supérieure au plus grand télescope actuel (2010).

## Projet d'implantation

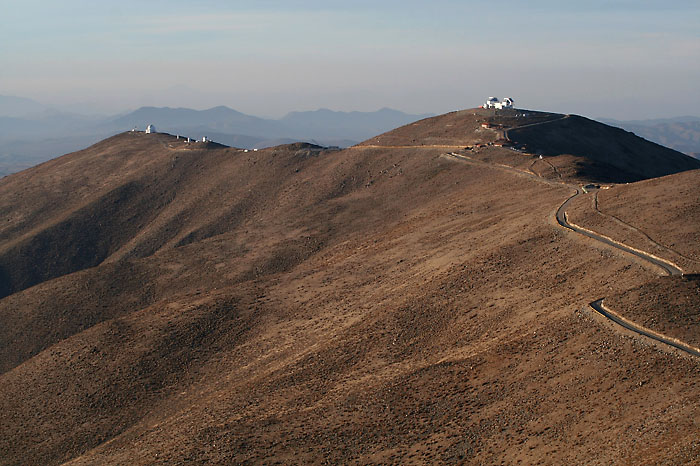
observatoire de Las Campanas

Les responsables ont confirmé l’installation du télescope à l’observatoire de Las Campanas
. Ce site est également celui où sont déjà installés les télescopes Magellan. Il est situé au Chili, à une centaine de kilomètres au nord-est de la ville de La Serena. Comme pour beaucoup de grands télescopes plus anciens, ce site a été retenu comme lieu d’implantation pour ce nouvel instrument du fait du climat très favorable et du grand nombre annuel de nuits claires. De plus, la rareté des centres habités à proximité et d’autres caractéristiques géographiques favorables font que le ciel nocturne sur la majeure partie de cette région du désert d'Atacama est non seulement exempte de pollution atmosphérique, mais qu’elle se distingue également comme l’un des endroits au monde les moins affectés par la pollution lumineuse. Ces particularités locales en font l’un des meilleurs sites d’observation de longue durée sur Terre.

## Particularités de conception
Ce télescope est unique en ce qu’il utilisera sept segments de miroirs de 8,40 m de diamètre chacun. Ces segments seront disposés pour ne former qu’une seule surface optique, ce qui constitue un défi, car les six segments de miroirs extérieurs ne forment pas une symétrie radiale (c’est-à-dire qu’ils ont un système optique excentré, ce qui oblige à modifier légèrement la procédure habituelle de polissage. Bien que les six miroirs extérieurs soient individuellement excentrés, la conception exige une disposition centrée de la surface de réflexion de l’ensemble des sept miroirs, avec un miroir au centre et les six autres disposés symétriquement par rapport à ce centre, ce qui donne finalement un plan focal centré pour l’ensemble. Il est prévu de construire sept miroirs excentrés identiques de façon qu’il y en reste un de rechange pour les opérations de retraitement des surfaces des segments, une opération nécessaire environ tous les deux ans et d’une durée d’une à deux semaines par segment.
Les miroirs sont en cours d’élaboration dans le Richard F. Caris Mirror Lab (RFCML) de l'observatoire Steward (université de l'Arizona), dans un laboratoire situé sous le stade de football universitaire. La coulée du premier miroir hors-axe, dans un four rotatif (en), a eu lieu le 23 juillet 2005, mais la mise en forme et le polissage, qui nécessitent beaucoup de temps, n'ont été terminés qu’en 2012.Le cinquième miroir hors-axe a été coulé 6 mars 2021. Le sixième et dernier miroir hors-axe a été coulé en septembre 2023.
Le télescope utilisera l’optique adaptative.

## Organisations partenaires
Voici la liste des membres du consortium participant au développement du télescope :
- Observatoires de la Carnegie Institution of Washington (OCIW) ;
- Université Harvard ;
- Smithsonian Astrophysical Observatory ;
- Université A&M du Texas ;
- Université de l'Arizona ;
- Université du Texas à Austin ;
- Université nationale australienne ;
- Astronomy Australia Limited (en), une organisation australienne sans but lucratif, active dans les milieux astronomiques de ce pays ;
- Institut coréen de science astronomique et spatiale.

## Reports de mise en service
Originellement prévue pour 2029, la première lumière n'est en 2025 plus indiquée sur le site officiel. On ne trouve à présent que la date de 2030 comme date de mise en service, sans plus de précision. 
Ce projet n'est pas un projet publique mais du fait du caractère privé de GMTO Corporation, une fiducie de forme Organisation 501(c)(3). De nouveaux investisseurs apparaissent régulièrement au capital de ce projet, ce qui pourrait expliquer les reports successifs.